# Elk Grove (Town)
Die Town of Elk Grove ist eine von 18 Towns im Lafayette County im US-amerikanischen Bundesstaat Wisconsin. Im Jahr 2010 hatte die Town of Elk Grove 551 Einwohner.
Town hat in Wisconsin eine grundlegend andere Bedeutung, als im übrigen englischsprachigen Bereich. Vielmehr entspricht sie den in den anderen US-Bundesstaaten üblichen Townships, die nach dem County die nächstkleinere Verwaltungseinheit bilden.

## Geografie
Die Town of Elk Grove liegt im Südwesten Wisconsins, rund 30 km östlich des Mississippi, der die Grenze zu Iowa bildet. Die Grenze zu Illinois befindet sich rund 20 km südlich. Im Nordosten der Town of Elk Grove entspringt der südliche Arm des Pecatonica River, ein Nebenfluss des in den Mississippi mündenden Rock River.
Die Koordinaten der geografischen Mitte der Town of Elk Grove sind 42°40′12″ nördlicher Breite und 90°22′4″ westlicher Länge. Die Town erstreckt sich über eine Fläche von 93,9 km².
Die Town of Elk Grove liegt im Nordwesten des Lafayette County und grenzt an folgende Nachbartowns:
| Town of Platteville (Grant County) | Town of Belmont                             | Town of Kendall |
|                                    | Kompassrose, die auf Nachbargemeinden zeigt | Town of Seymour |
| Town of Smelser (Grant County)     | Town of Benton, Town of New Diggings        |                 |

## Verkehr
Auf dem Gebiet der Town of Elk Grove kreuzen der in West-Ost-Richtung verlaufende Wisconsin State Highway 81 und der von Nord nach Süd führende Wisconsin State Highway 126. Daneben verlaufen noch die County Highways F, H, I und X durch die Town. Alle weiteren Straßen sind untergeordnete Landstraßen oder teils unbefestigte Fahrwege.
Mit dem Platteville Municipal Airport befindet sich rund 6 km nordwestlich ein kleiner Flugplatz. Die nächsten größeren Flughäfen sind der Dubuque Regional Airport in Iowa (rund 50 km südwestlich) und der Dane County Regional Airport in Wisconsins Hauptstadt Madison (rund 120 km nordöstlich).

## Bevölkerung
Nach der Volkszählung im Jahr 2010 lebten in der Town of Elk Grove 551 Menschen in 166 Haushalten. Die Bevölkerungsdichte betrug 5,9 Einwohner pro Quadratkilometer. In den 166 Haushalten lebten statistisch je 3,28 Personen.
Ethnisch betrachtet setzte sich die Bevölkerung zusammen aus 95,3 Prozent Weißen, 0,2 Prozent Afroamerikanern, 0,7 Prozent amerikanischen Ureinwohnern, 1,1 Prozent Asiaten sowie 2,2 Prozent aus anderen ethnischen Gruppen; 0,5 Prozent stammten von zwei oder mehr Ethnien ab. Unabhängig von der ethnischen Zugehörigkeit waren 2,9 Prozent der Bevölkerung spanischer oder lateinamerikanischer Abstammung.
37,0 Prozent der Bevölkerung waren unter 18 Jahre alt, 54,5 Prozent waren zwischen 18 und 64 und 8,5 Prozent waren 65 Jahre oder älter. 46,3 Prozent der Bevölkerung war weiblich.
Das mittlere jährliche Einkommen eines Haushalts lag bei 63.750 USD. Das Pro-Kopf-Einkommen betrug 24.769 USD. 5,7 Prozent der Einwohner lebten unterhalb der Armutsgrenze.

## Ortschaften in der Town of Elk Grove
Auf dem Gebiet der Town of Elk Grove liegen neben Streubesiedlung folgende gemeindefreie Siedlungen:
- Elk Grove
- Ipswich
- Meekers Grove